# Nominingue
Cet article concerne la municipalité. Pour les autres sens, voir Nominingue (homonymie).
Nominingue est une municipalité canadienne du Québec située dans la MRC d'Antoine-Labelle, dans la région des Laurentides. 

## Toponymie
Le nom « Nominingue » est d'origine algonquine. Il signifie « ocre rouge » en référence à la craie rouge qu'on retrouve dans les alentours et que les Autochtones utilisaient traditionnellement comme maquillage. Anciennement, la municipalité était également appelée « Le Nominingue » en rapport au Grand lac Nominingue.  
Ses habitants sont les Nomininguois. 

## Histoire
Le 30 mars 1883, le père Marcel Martineau quitte Montréal pour venir s'installer à Nominingue avec sa famille. 

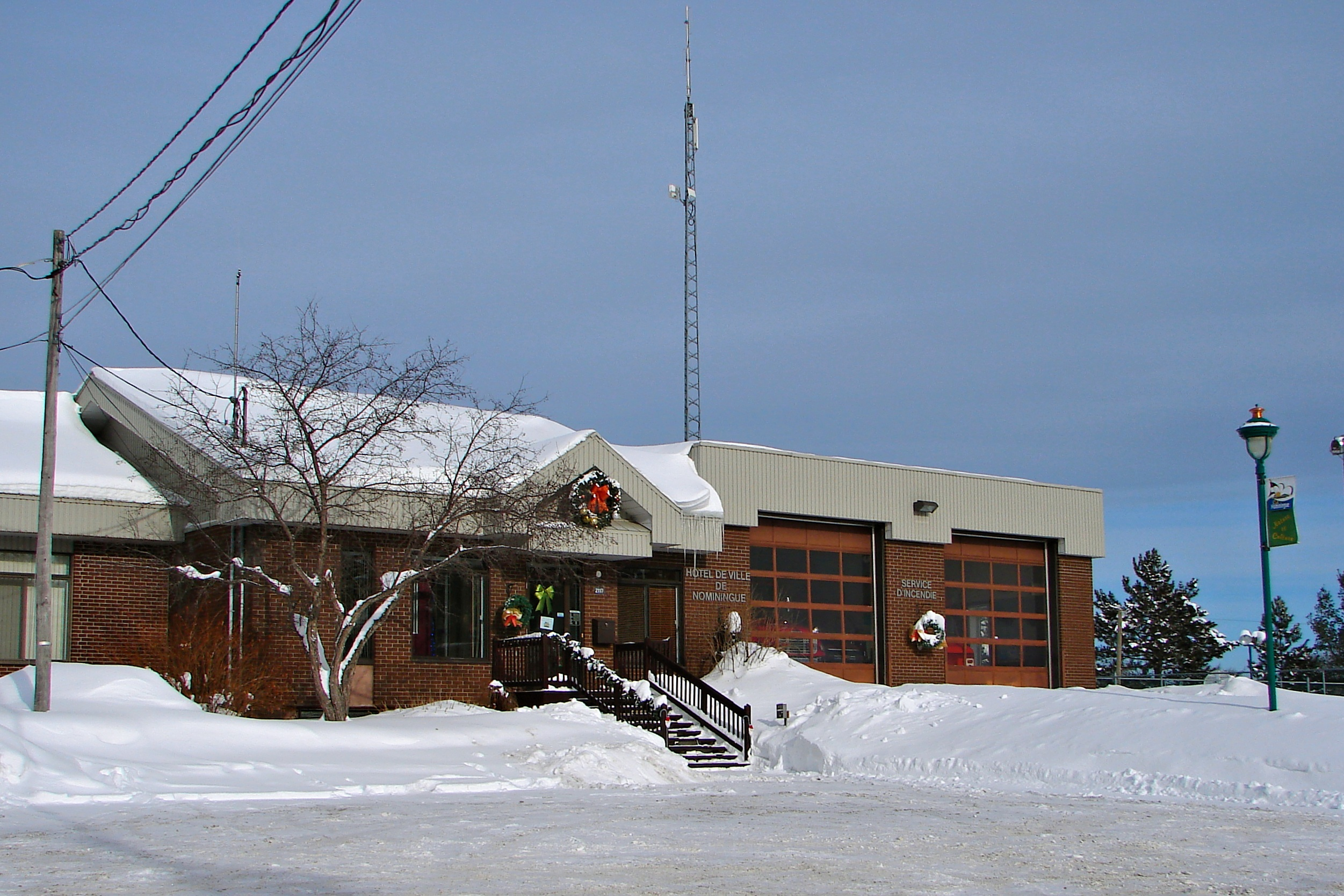
Hôtel de ville de Nominingue

Le village possédait son imprimerie et son journal L'Ami du Colon, qui deviendra Le Pionnier. Un jeune typographe de 19 ans, Adolphe Ardouin, y travaille.
Une première Caisse populaire voit le jour en 1908; elle est la huitième fondée par Alphonse Desjardins lui-même; elle ne pourra continuer, mais reviendra en 1939. Nominingue est un lieu de résidence secondaire pour de nombreux médecins, avocats, juges et autres professionnels. Eugène Patenaude a son chemin de fer privé, le Trans Nominingue Railway.
Nominingue comprend alors trois municipalités : le Village, le Canton Loranger et Bellerive-sur-le-Lac. Le 3 novembre 1971 les 3 municipalités se fusionnent, alors elle deviendra la municipalité de Lac-Nominingue. 

## Géographie
À partir du Grand lac Nominingue, dans le nord-est de la municipalité, la rivière Nominingue coule vers le sud-est. La rivière de la Petite-Nation traverse le centre de la municipalité du nord au sud. La rivière Preston traverse la pointe sud-est de la municipalité vers le sud-ouest. La rivière Saguay traverse la municipalité du nord vers le sud-est jusqu'à son embouchure dans le Petit lac Nominingue.

## Démographie
| 1991  | 1996  | 2001  | 2006  | 2011  | 2016  | 2021  |
| ----- | ----- | ----- | ----- | ----- | ----- | ----- |
| 1 765 | 1 930 | 2 054 | 2 317 | 2 019 | 2 137 | 2 255 |

## Administration
Les élections municipales se font en bloc pour le maire et les six conseillers.
| Nominingue Maires depuis 2002                                                                                        |                     |         |          |
| Élection | Maire               | Qualité | Résultat |
| 2002 | Rosaire Sénécal     |         | Voir     |
| 2005 | Serge Croisetière   |         | Voir     |
| 2009 | Yves Généreux       |         | Voir     |
| 2013 | Georges Décarie     |         | Voir     |
| 2017 | Georges Décarie     | Voir    |          |
| 2021 | Francine Létourneau |         | Voir     |
| Élection partielle en italique Depuis 2005, les élections sont simultanées dans toutes les municipalités québécoises |                     |         |          |

## Attraits
Le village offre plusieurs attraits touristiques, tels qu'un terrain de golf (18 trous), plusieurs endroits où l'on peut pratiquer des sports, un long parc linéaire et un parc écologique regorgeant d'une foule d'espèces animales. La ville borde le Petit Lac Nominingue et le Grand Lac Nominingue.
L'ancienne gare de Nominingue est maintenant un petit musée et relais repos pour les cyclistes du parc linéaire.

## Jumelage
- Hermanville-sur-Mer (France) depuis 2002

## Personnalités
Parmi les personnalités qui sont nées, qui ont habité ou résident à Nominingue, soulignons :
- Cathy Chartrand (Capitaine des Canadiennes de Montréal de 2014 à 2016)[5],[6].